# Delias destrigata
Delias destrigata är en fjärilsart som beskrevs av Van Mastrigt 1996. Delias destrigata ingår i släktet Delias och familjen vitfjärilar. Inga underarter finns listade i Catalogue of Life.